# Stefan Klos
Stefan Klos (Dortmund, Alemania, 16 de agosto de 1971) es un exfutbolista alemán que jugaba de portero.
Klos se formó en las divisiones juveniles del TSC Eintracht Dortmund. 
En 1990 se incorporó al Borussia Dortmund, debutando en la Bundesliga de Alemania en mayo de 1991 a la edad de 19 años. Durante sus 17 años como profesional, se retiró al finalizar la temporada 2006-07.
Aunque Klos no era jugador de selección, seguía siendo considerado uno de los porteros más fiables de la Bundesliga de su época. Su mayor éxito después de dos campeonatos alemanes en 1995 y 1996 fue ganar la Liga de Campeones en 1997 con el Borussia Dortmund bajo la dirección del entrenador Ottmar Hitzfeld en la final contra la Juventus. El 2 de diciembre de 1997 ganó la Intercontinental en Tokio con el Dortmund. 
En 1996 debía ir como tercer portero a la Eurocopa de 1996 en Inglaterra, pero una fractura de pulgar en la jornada 33 de la temporada 1995/96 lo impidió. En su lugar fue convocado Oliver Reck, quien jugó su único partido internacional como parte en ese certamen y se proclamó campeón de Europa. 
A excepción del último partido de la temporada 1995/96, que se perdió debido a esta lesión, en el que le suplantó Teddy de Beer, Klos jugó todos los encuentros desde su tercer partido en la Bundesliga en la octava jornada de la temporada 1991/92 hasta su marcha. en diciembre de 1998 al Glasgow Rangers (252 de 253 posibles).
Klos jugó solo para dos clubes, el Borussia Dortmund y el Glasgow Rangers, ganando un total de 14 títulos entre ambos, incluyendo la Liga de Campeones de la UEFA en 1997.

## Clubes
| Club              | País     | Año       |
| ----------------- | -------- | --------- |
| Borussia Dortmund | Alemania | 1990-1998 |
| Rangers F. C.     | Escocia  | 1998-2007 |

## Palmarés

### Títulos nacionales
| Título          | Club              | País     | Año  |
| --------------- | ----------------- | -------- | ---- |
| 1. Bundesliga   | Borussia Dortmund | Alemania | 1995 |
| 1. Bundesliga   | Borussia Dortmund | Alemania | 1996 |
| Premier League  | Rangers F. C.     | Escocia  | 1999 |
| Copa de Escocia | Rangers F. C.     | Escocia  | 1999 |
| Premier League  | Rangers F. C.     | Escocia  | 2000 |
| Copa de la Liga | Rangers F. C.     | Escocia  | 2002 |
| Copa de Escocia | Rangers F. C.     | Escocia  | 2002 |
| Copa de la Liga | Rangers F. C.     | Escocia  | 2003 |
| Premier League  | Rangers F. C.     | Escocia  | 2003 |
| Copa de Escocia | Rangers F. C.     | Escocia  | 2003 |
| Copa de la Liga | Rangers F. C.     | Escocia  | 2005 |
| Premier League  | Rangers F. C.     | Escocia  | 2005 |

### Títulos internacionales
| Título                | Club              | País   | Año  |
| --------------------- | ----------------- | ------ | ---- |
| Liga de Campeones     | Borussia Dortmund | Múnich | 1997 |
| Copa Intercontinental | Borussia Dortmund | Tokio  | 1997 |